# Triumfetta centralis
Triumfetta centralis är en malvaväxtart som beskrevs av D.A. Halford. Triumfetta centralis ingår i släktet triumfettor, och familjen malvaväxter. Inga underarter finns listade i Catalogue of Life.